# Локомотив БФК
Футбольний клуб «Локомотив» Болалар футбол командаси або просто «Локомотив БФК» (узб. Локомотив Болалар футбол командаси — «Дитяча футбольна команда „Локомотив“») — професіональний узбецький футбольний клуб з міста Ташкент. Фарм-клуб команди Локомотив (Ташкент)

## Попередні назви
- 2003-2005 «Локомотив-2»
- 2006-     «Локомотив БФК»

## Історія
Футбольний клуб «Локомотив-2» було засновано в Ташкенті в 2003 році. З 2004 року розпочав виступи у Першій лізі чемпіонату Узбекистану.
У 2007 і 2011 роках був переведений у Другу лігу в зв'язку тим, що в Першій лізі виступав ташкентський «Локомотив».

## Досягнення
- Друга ліга Чемпіонату Узбекистану
  -  Чемпіон (2): 2006, 2012

- Перша ліга Чемпіонату Узбекистану
  - 6-те місце (1): 2010